# Martin Langer (Fotograf)

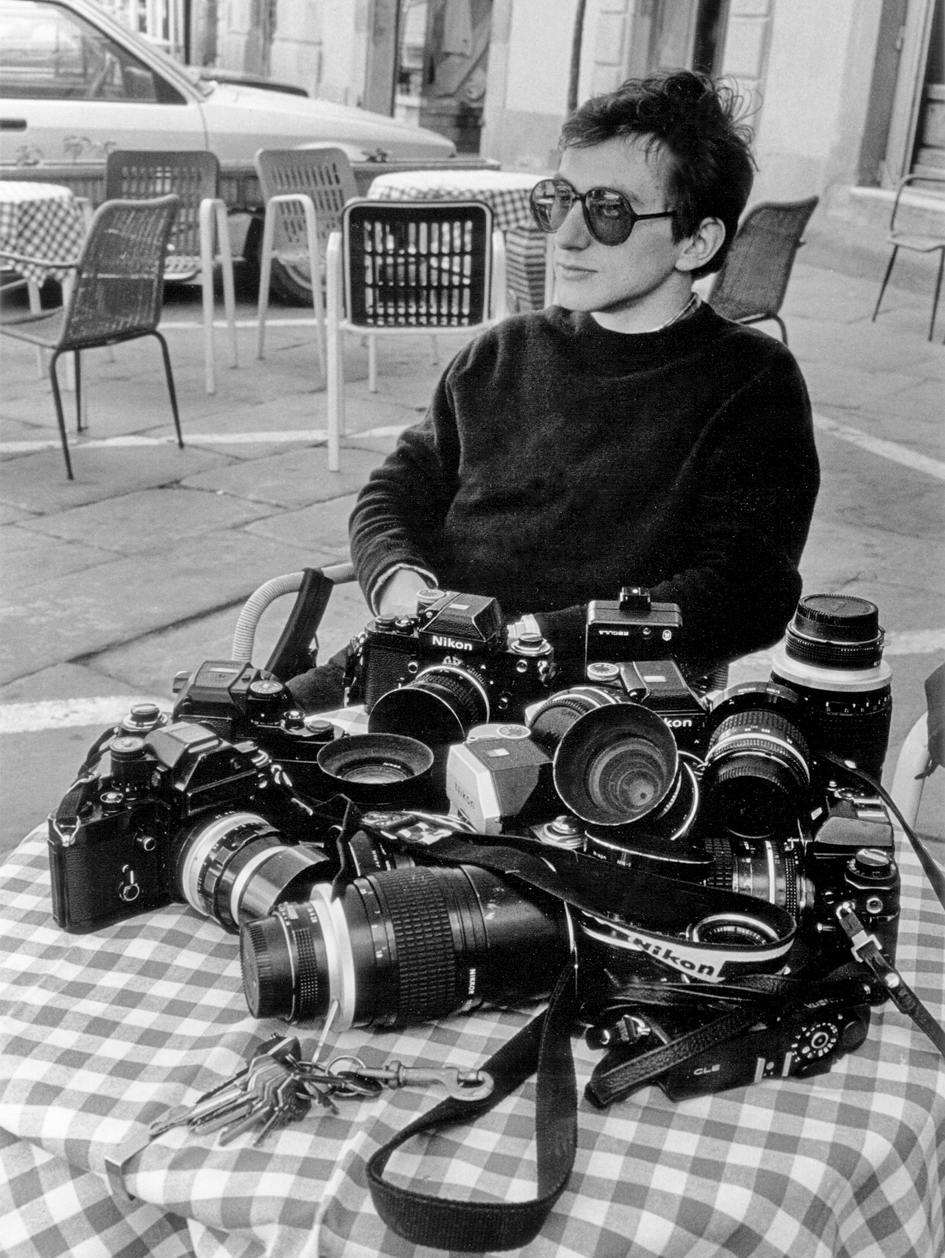
Martin Langer während der Arbeit am Buchprojekt Das Land des Lächelns, 1983

Martin Langer (* 9. März 1956 in Göttingen; † vor oder am 3. März 2022 in Hamburg) war ein deutscher Fotograf.

## Leben
Langer absolvierte nach Schule und Wehrdienst zunächst eine Lehre zum Radio- und Fernsehtechniker, bevor er visuelle Kommunikation mit dem Schwerpunkt Fotojournalismus studierte. Während der Hochschulzeit wurde er durch den Berliner Künstler und Polit-Grafiker Ernst Volland auf den Themenbereich der Fotosatire aufmerksam und von da an auch durch seine Professoren Jürgen Heinemann und Jörg Boström dahin gehend gefördert und bestärkt. Es entstand Kurios und Gnadenlos. Fotosatire heute, ein Standardwerk zum Thema.
Ab 1984 arbeitete Langer als Fotograf auch an politischen und sozialen Themen für Zeitschriften, Verlage und Organisationen wie Robin Wood und Greenpeace. Für seine Fotodokumentation über die Einnahme der Öl-Plattform Brent Spar durch die Umweltorganisation Greenpeace erhielt er 1995 den Fuji Euro Press Photo Award.
Von seinen sozial-dokumentarischen Reportagen wurde die im Auftrag des Spiegels fotografierte Schwarzweiß-Serie über die Ausschreitungen in Rostock-Lichtenhagen im August 1992 am meisten beachtet. Das bekannteste Bild der Reportage zeigte den Arbeitslosen Harald Ewert, bekleidet im Trikot der deutschen Fußballnationalmannschaft mit schwarz-rot-goldenen Applikationen sowie einer mutmaßlich urinbefleckten Jogginghose, der die rechte Hand zum Hitlergruß erhob. Die Fotografie gilt als Sinnbild des „hässlichen Deutschen“ und ist eine der Ikonen der Nachkriegsfotografie in Deutschland. Es wurde hundertfach veröffentlicht und befindet sich in Sammlungen vom Haus der Geschichte in Bonn und dem Deutschen Historischen Museum in Berlin. Im August 2014 twitterte Jan Böhmermann diese Aufnahme ohne Genehmigung von Martin Langer und wurde deshalb von dem Fotografen abgemahnt. Böhmermann entschuldigte sich später dafür, dass er den Namen des Fotografen veröffentlicht habe.
Langer war Mitglied im Bundesverband Bildender Künstlerinnen und Künstler. Für seine satirischen und lustigen Bilder des Alltags erhielt er zahlreiche Preise und Auszeichnungen. Sein Werk ist seit 2020 auch im Bestand der Deutschen Fotothek.
Sein Tod wurde am 3. März 2022 bekanntgegeben.

## Ausstellungen (Auszug)
- 1983: Lincoln-Nebraska/USA, University of Nebraska, „Ourselves“;
- 1984: Kunsthalle Bielefeld, „Standpunkte“;
- 1985: Nahariya/Israel, Municipal Museum; „Bühne des Alltags“,
- 1986: Museum für Photographie, Braunschweig, „Sequenzen, Serien, usw…“;
- 1991: Friborg/CH, Museum für Kunst und Geschichte, „Fribourg“;
- 1992: Köln, plakArt, „Genuß“;
- 1993: Museo della Caricatura, Tolentino;
- 1994: Köln, Galerie Rahmel, „Menschensbilder“;
- 1995: Magdeburg, Landtag Sachsen-Anhalt „Marienborner Elegie“;
- 1997: Salzwedel, Jenny-Marx-Haus, „Zwischen Marienborn und Finsterwalde“;
- 2001: Grand Central Station NYC, „MILK-Exhibition“;
- 2001: Auckland/New Zealand, „MILK-Exhibition“;
- 2002: Dok-Foto-Symposium Bad Herrenalb;
- 2002: Galerie Feinkunst Krüger, Hamburg, „Du tust mir gut“;
- 2002: Wilhelm-Fabry-Museum Hilden, „Augenblick, verweile doch“;
- 2004: Hamburg, Gruner & Jahr, Galerie 11, „Ich bin kein Berliner“;
- 2004: Mannheim, Galerie Alte Feuerwache, Preisträger WeldeKunstpreis;
- 2005: Hamburg, Spiegel-Galerie, „Einer mit Humor“;
- 2007: Frankfurt, Jüdisches Museum, Ignatz-Bubis-Ausstellung;
- 2008: Hamburg, Galerie Robert Morat, „Originale“, eine Werkschau der besonderen Art;
- 2009: Hamburg, Alter Elbtunnel, sieben Bilder in „ELBaRT“; Hamburg,
- 2010: Cap San Diego, Klubfoto-Projekt „Unterwegs“;
- 2014: Hamburg, Galerie FreeLens, „Marienborner Elegie“;
- 2016: Bielefeld, Kommunale Galerie, „Zweierlei vom Langer“;
- 2017: Hamburg, Galerie Hilldegarden im Hochbunker, Gruppenausstellung „The Surface Surfer“;
- 2018: Hattingen, DGB-Tagungsstätte, „Als aus Vietnamesen Fidschis wurden“.

## Publikationen (Auswahl)
- 1984 als Mitherausgeber: Kurios und Gnadenlos. Frölich & Kaufmann Verlag, Berlin 1984, ISBN 978-3-88725-161-1.
- 1984 Standpunkte: Realistische Fotografie. Kunsthalle Bielefeld.
- 1991 Le Canton de Fribourg vu par cinq photographes. Éditions Buchheim et Éditions Fragnière, Fribourg/CH.(mit Mora, den Hollander, Cox, Roiter, Langer).
- 2002 Die rechtsextreme Herausforderung: Ein Bericht in Bildern. In: Die rechtsextreme Herausforderung: Jugendarbeit und Öffentlichkeit zwischen Konjunkturen und Konzepten (= Schriften zur Medienpädagogik; 33). Hrsg. von Dieter Wiedemann. Bundesministerium für Familie, Senioren, Frauen, Jugend; Gesellschaft für Medienpädagogik und Kommunikationskultur in der Bundesrepublik Deutschland (GMK) e. V., Bielefeld, ISBN 3-929685-30-2, S. 106–124.
- 2008 So ist das eben. Begleitbuch zur gleichnamigen Ausstellung in Galerie Morat. Hardcover, blurb.
- 2014 Marienborner Elegie: ein Foto-Essay aus der Mitte Deutschlands. Hardcover, blurb.
- 2015 Echt, ein Roadmovie in stehenden Bildern, Subjektiver Realismus. Softcover, blurb.
- 2018 Das weiße Hamburg-Buch. ConferencePoint Verlag Hamburg, ISBN 978-3-936406-59-7.
- 2021 Das Land des Lächelns. Seltmann Publishers, Berlin, ISBN 978-3-946688-98-3.

## Auszeichnungen
- 1985: Spezialauszeichnung der 4. Triennale Fribourg/Schweiz
- 1991: 1. Preis des Publikums, Fotofestival Knokke-Heist/Belgien
- 1991: Kodak-Nachwuchsförderpreis
- 1995: Fuji Euro Press Photo Award
- 2002: 1. Preis Foto-Symposium Dokumentar-Fotografie Bad Herrenalb
- 2002: Förderpreis des Kulturwerks der Verwertungs-Gesellschaft Bild-Kunst
- 2009: Förderpreis des Kulturwerks der Verwertungs-Gesellschaft Bild-Kunst
- 2018: Förderpreis des Kulturwerks der Verwertungs-Gesellschaft Bild-Kunst

## Sonstiges
Langers Bild „Chaostage“, das er 1984 beim gleichnamigen Punkertreffen in Hannover aufgenommen hatte, wurde 1992 für das Cover des Samplers Schlachtrufe BRD II verwendet.